# Quartinia metallescens
Quartinia metallescens (лат.) — вид цветочных ос (Masarinae) рода Quartinia из семейства настоящих ос (Vespidae). Лесото и Южно-Африканская Республика.

## Описание
Длина тела 3,8—4,2 мм. Переднее крыло с жилками Cu1a и 2 m-cu присутствующими, но утонченными, значительно тоньше других жилок, и с 2 m-cu прерванными, не достигнув M. Голова и мезосома зеленовато-металлические. Тегула с закругленным задним внутренним углом, при виде сверху достигает уровня шва между мезоскутумом и щитком. Голова и грудь в густой, очень неглубокой пунктировке. Голова самки с белыми отметинами как на дне глазной пазухи, так и на вершине наличника. Голова самца с мандибулами, верхней губой, большей частью наличника, нижней частью орбит, глазной пазухой, двумя лобными точками, прилегающими к наличнику, и пятном за глазом сверху белые. Ассоциированы с растениями семейства Астровые (Berkheya, Газания и Цмин). Вид был впервые описан в 1929 году швейцарским энтомологом Антоном фон Шультесс-Рехбергом  (1855—1941), а его валидный статус подтверждён в ходе ревизии, проведённой в 2011 году южноафриканским энтомологом Фридрихом Гессом (1936—2013; Department of Entomology, Albany Museum and Rhodes University, Grahamstown, ЮАР).

## Распространение
Южно-Африканская Республика и Лесото. Известен из типового местонахождения на северо-востоке Восточно-Капской провинции, одного местонахождения на востоке првинции Фри-Стейт и трёх местонахождений в Лесото.